# Sept millions de dollars
Sept millions de dollars — Where There's a Will dans l'édition originale américaine — est un roman policier américain de Rex Stout, publié en 1940. C’est le huitième roman de la série policière ayant pour héros Nero Wolfe et son assistant Archie Goodwin.

## Historique
Le roman est d’abord publié dans une version abrégée dans le mensuel The American Magazine de mai 1940. Il paraît en volume dans sa version intégrale en juin 1940 chez Farrar & Rinehart.

## Personnages
- Nero Wolfe : détective privé
- Archie Goodwin : jeune assistant de Nero Wolfe et narrateur du récit
- April Hawthorne : belle et célèbre actrice
- May Hawthorne : jeune sœur intellectuelle de la précédente, directrice du lycée Varney
- June Hawthrone : sœur aînée des précédentes
- John Charles Dunn : époux de June
- Andrew et Sara Dunn : enfants des Dunn
- Celia Fleet : secrétaire d'April
- Daisy Hawthorne : veuve de Noel Hawthorne
- Noel Hawthorne : frère des sœurs Hawthorne, décédé dans un accident de chasse
- Glenn Prescott : attorney responsable du testament de Noel Hawthorne
- Eugene Davis : assistant de Glenn Prescott
- Noami Karn : la femme à la valise
- L’inspecteur Cramer : chef de l’escouade des homicides de la police de New York
- William Skinner : commissaire de police
- Fritz Brenner : chef cuisinier et majordome de Nero Wolfe
- Saul Panzer, Fred Durkin, Orrie Cather et Johnny Keems : détectives employés par Nero Wolfe

## Résumé
Le vendredi 14 juillet 1939, les célèbres sœurs Hawthorne consultent le détective privé Nero Wolfe pour lui demander s'il est possible d'éviter un scandale : depuis la mort de leur frère Noel, décédé dans un accident de chasse trois jours auparavant, elles ont connu un nouveau choc à la lecture du testament du défunt, dont le legs devrait faire sensation lorsqu'il sera révélé par la presse. Les trois sœurs sont unanimes à obtempérer aux dernières volontés de leur frère, mais sont certaines que leur belle-sœur, Daisy Hawthorne, s'adressera aux tribunaux. Elles ont donc l'intention de payer Wolfe afin qu'il persuade une certaine jeune femme, dénommée Naomi Karn, de renoncer à une grande partie de l'héritage de leur frère.
La réunion est interrompue par l'arrivée de la veuve. Femme autrefois d'une rare beauté, Daisy a été horriblement défigurée dans un accident. Depuis lors, eIle se déplace toujours avec un voile qui lui couvre entièrement le visage.
Après une discussion avec les quatre femmes, Wolfe les informe qu'il les considère toutes comme ses clientes et qu'il entend négocier avec Mlle Karn en leur nom. Or la réunion est de nouveau interrompue : l'inspecteur Cramer arrive précipitamment chez Wolfe pour révéler que l'accident de chasse dont a été victime Noel Hawthorne est en fait un meurtre soigneusement orchestré. Et le coupable ne s'arrête pas là : peu après, c'est Naomi Karn qui est assassinée.
En trois jours, Nero Wolfe va parvenir à démêler cette sordide affaire de famille...

## Éditions
Édition originale en anglais
- (en) Rex Stout, Where There's a Will, New York, Farrar & Rinehart, 1940

Éditions françaises
- (fr) Rex Stout (auteur) et Madeleine Michel-Tyl (traducteur), Sept millions de dollars [« Where There's a Will »], Paris, Fayard, coll. « L’Homme aux orchidées no 10 », 1950, 222 p. (BNF 32649468)
- (fr) Rex Stout (auteur) et Madeleine Michel-Tyl (traducteur) (trad. de l'anglais), Sept millions de dollars [« Where There's a Will »], Paris, Librairie des Champs-Élysées, coll. « Le Club des Masques no 292 », 1976, 249 p. (ISBN 2-7024-0192-9, BNF 34698593)

## Adaptation à la télévision
- 1969 : Nero Wolfe: Un incidente di caccia, téléfilm italien réalisé par Giuliana Berlinguer, d’après le roman Sept millions de dollars, avec Tino Buazzelli dans le rôle de Nero Wolfe, Paolo Ferrari dans celui d’Archie Goodwin et Claudio Gora dans celui de John Charles Dunn

## Sources
- André-François Ruaud. Les Nombreuses Vies de Nero Wolfe - Un privé à New York, Lyon, Les moutons électriques, coll. Bibliothèque rouge, 2008  (ISBN 978-2-915793-51-2)
- J. Kenneth Van Dover. At Wolfe's Door: The Nero Wolfe Novels of Rex Stout, 2e édition, Milford Series, Borgo Press, 2003  (ISBN 0-918736-51-X).